# Піраміда Кукулькана
Піраміда Кукулькана або Ель Каситільо (El Castillo) — храм мая і тольтеків, що розташовується в центрі археологічної пам'ятки Чичен-Іца (півострів Юкатан, Мексика). Наукова назва «Будова 5B18». 7 липня 2007 некомерційною організацією New Open World Corporation (NOWC) Чичен-Іца і, зокрема, піраміда Кукулькана як її символ за підсумками голосування бл. 90 млн мешканців Землі була названа серед «нових 7 див світу».

## Історія
Невідомо ким була створена. За деякими версіями тольтеками або мая, що зазнали впливу тольтекського мистецтва. Можливо, першу (внутрішню) піраміду збудували за часів іца, а зовнішню — тольтеки. За деякими відомостями її зведено в часи правителя Почекішцоя.
Присвячено богу Кецалькоатлю в уособленні Кукулькана (K'uk'ulkan). Деякі вчені розглядають як останнього Топільцина або його нащадка. Можливо, спочатку це була гробниця, де поховано засновника держави тольтеків на юкатані, якого звали Кукулькан. Вже потім його особистість поєдналася з божеством Кецалькоатлєм (жерцем якого він був) та перетворено самого Кукулькана на міфічного та божественного героя Кукумаца.
У ньому відбувалися жертвоприношення, після проходження величних процесій та здійснення магічних ритуалів. Храм Кукулькана, вважається, виконував також функцію календаря.

## Опис
Висота піраміди становить 30 м: 24 м — сама піраміда і 6 м — храм на вершині. Складається з двох пірамід: внутрішньої зі зрізаною верхівкою та зовнішньої. Кожна грань піраміди має 9 ступенів. З кожного боку від основи до храму на вершині піраміди ведуть чотири сходи, зорієнтовані по сторонах світу. Кожна драбина має 91 сходинку, а їхня сумарна кількість разом із платформою-базою на вершині піраміди становить число 365 — кількість днів у сонячному році маянського календаря «хааб».
З кожного боку храму, що на вершині, розташовано по одній двері; вони звернені на схід, на захід, на південь і на північ. Одвірки зроблені з масивного стовбура саподілового дерева, майстерно прикрашені різьбленим орнаментом, а на одвірках — у техніці горельєфа по дереву — зображено постать вождя. Скульптура досить сильно постраждала від часу, але головний убір з пір'я і місцями багатий одяг ще чітко видно. Добре збереглося горде обличчя вождя. Помітно сережки у вухах, отвір для кільця в носі. Двері, звернені на північ, ширші за інші; біля входу дві масивні колони, прикрашені вигадливим скульптурним орнаментом. Через ці двері є прохід до галереї завдовжки 30 м. У задній стіні галереї двері з косяками, прикрашеними дерев'яною скульптурою, і одвірком з твердого дерева з різьбленим барельєфом. Дві чотиригранні колони підпирають балку з дерева сапоте, прикрашену різьбленим орнаментом, сильно постраждали від часу. На обох колонах з усіх чотирьох сторін містяться портрети, виконані різцем.
З боків сходів піраміди розташована кам'яна балюстрада, що починається внизу з голови змія і тягнеться у вигляді зміїного тіла до верху піраміди. У дні весняного (21 березня) і осіннього (23 вересня) рівнодення спостерігається унікальне видовище «Пір'ястого Змія». Тінь від східчастих ребер піраміди падає на камені балюстради й створюється враження, що Змій рухається.
Під пірамідою Кукулькана розташовується сенот, що завдовжки майже 30 м й 20 м завглибшки. 
Від піраміди до Священного сеноту тягнеться дорога у 274 м. У 1935 році знайдено статую божества Чак Муля з інкрустованими перламутром нігтями, зубами та очима, що розташовувалася всередині піраміди. Це місце названо Північною камерою або Місцем представлень (Зала приймань). Друга камера (знайдена 1936 року) дістала назву «Камера жертв» (там знайшли людські рештки). Також всередині знайдено циновку ягуара (трон володарів) червоного кольору з 74 нефритовими вставками.

## Дослідження
У 1566 році першим європейцем, хто надав опис піраміди, був Дієго де Ланда. У 1843 році більш детальний опис представив Джон Ллойд Стефенс, а Фредерік Кетервуд додав ілюстрації.
Відновлення та реконструкція піраміди були розпочаті мексиканським урядом у 20-ті й 30-ті роки XX століття — дві сторони будівлі були повністю реконструйовані. З 1927 року тут проводили дослідження вчені з Інституту Карнегі (Чикаго, США), які у 1932 році знайшли коштовності поруч з людськими рештками. Усі знахідки передано до Національного музею антропології та історії (INAH) в Мехіко.
З 2006 року Національний інститут антропології та історії впровадив заборону на вільне відвідування пам'ятки, адже до цього туристи могли на неї підійматися й заходити всередину храму на вершині.
У 2009 році група вчених з Технологічного інституту Джорджії та Національного політехнічного інституту Мексики виявила акустичний ефект, що нагадує падіння крапель дощу. Коли відвідувачі підіймаються колосальними щаблями сходів піраміди, їхні кроки перетворюються у звук з виразними частотами, схожими на падіння дощових крапель у відро, наповнене водою. Такий самий ефект є у Піраміди Місяця в Теотіуакані. Згідно з гіпотезою, Піраміда Кукулькана також була місцем поклоніння богові дощу Чаку. Втім, це остаточно не доведено.
З 2014 року вченими з Національного автономного університету Мехіко розпочато дослідження ґрунту під будовою (Great Mayan Aquifer Project). Дослідження виконуються за допомогою електротомографія. Цей метод дає змогу отримувати тривимірні зображення за допомогою використання електричних сигналів. Для цього по всьому периметру піраміди розмістили електроди, які посилають в землю розряди, що допомогло зробити необхідні заміри. Після цього всі дані завантажили в комп'ютер. В результаті у 2015 році знайдено підземний провал з водою (сенот) 30 метрів завширшки й 20 метрів завглибшки.